# Rathaus (Lwiw)

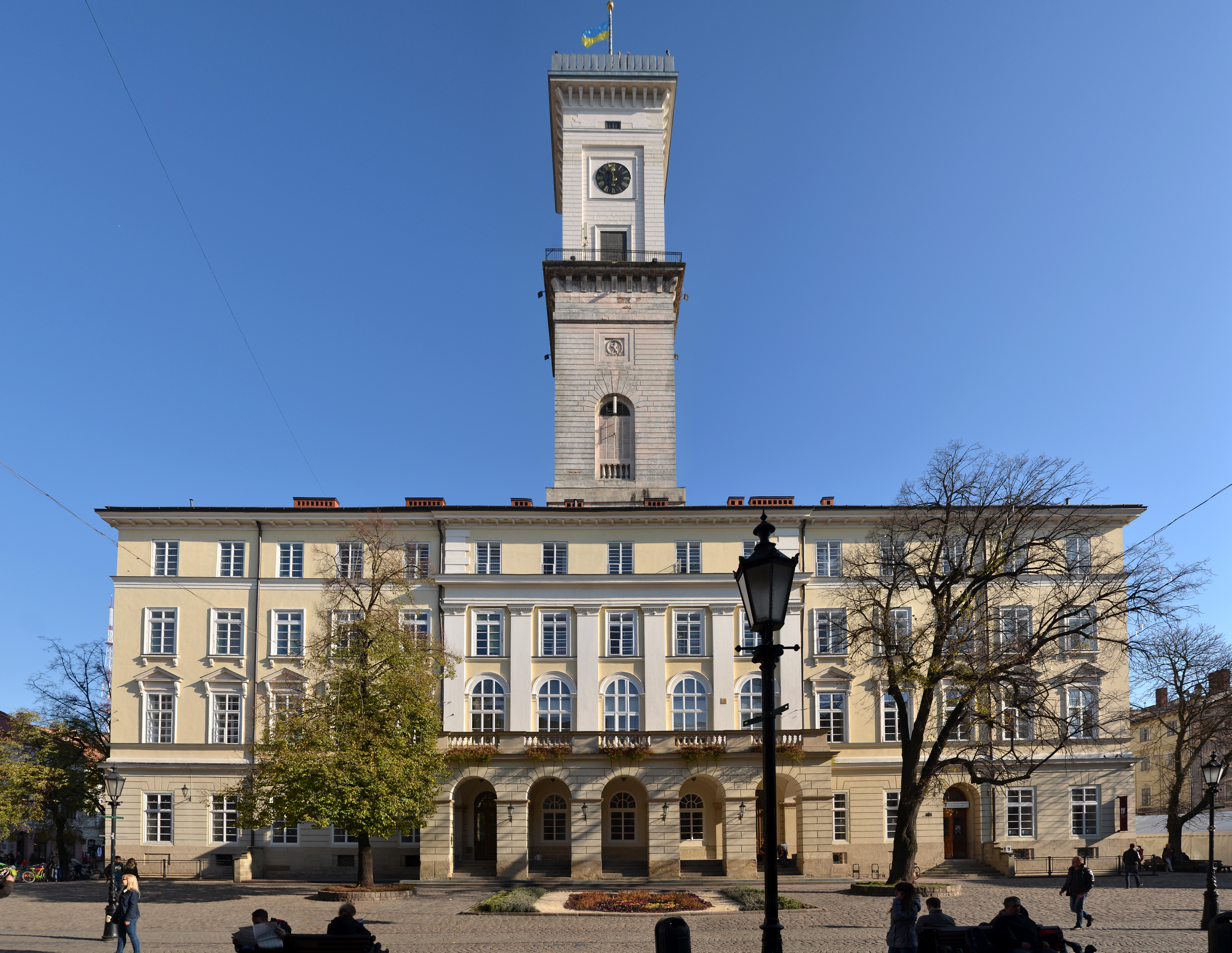
Rathaus von Lwiw, Westansicht

Das Lemberger Rathaus (ukrainisch Львівська ратуша) im ukrainischen Lwiw (deutsch Lemberg) wurde zwischen 1827 und 1835 im klassizistischen Stil errichtet. Es befindet sich am Ring und gehört zum UNESCO-Welterbe Historisches Zentrum von Lwiw.

## Geschichte

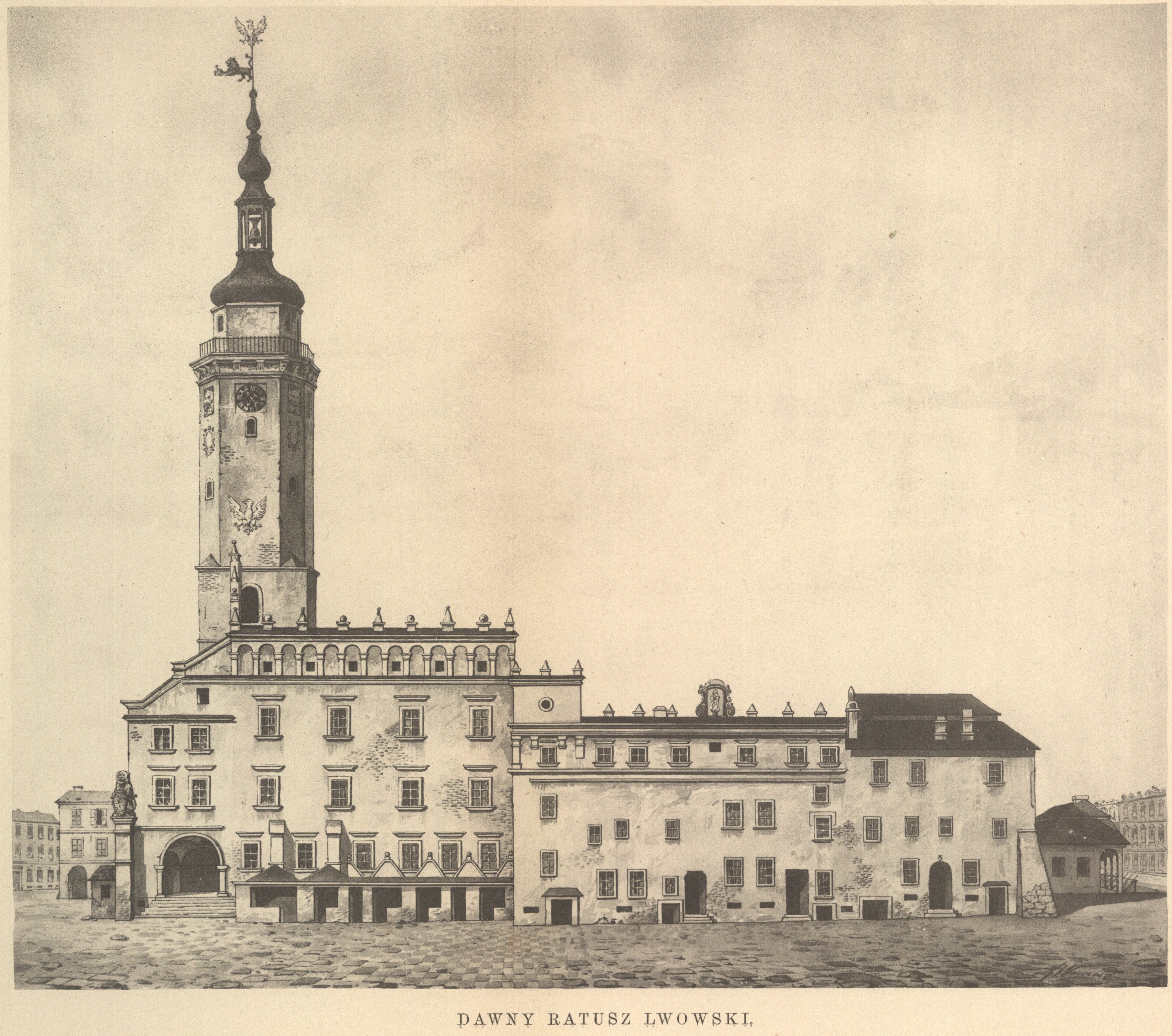
Zeichnung des geplanten neuen Rathauses von Jerzy Głogowski von 1826

Die Vorgängerbauten des Rathauses am Ring lassen sich bis ins 14. Jahrhundert zurückverfolgen. Nachdem ein Teil des alten Lemberger Rathauses wegen Einsturzgefahr 1801 abgerissen werden musste, entstanden in der österreichischen Verwaltung Pläne für einen Neubau. Diese sollten den bestehenden Rathausturm aus dem frühen 17. Jahrhundert integrieren, der jedoch 1826 plötzlich einstürzte und dabei acht Menschen unter seinen Trümmern begrub.
Die Pläne wurden daraufhin von den Architekten Alois Wondraszka, Jerzy Głogowski, Joseph (Józef) Markl und Franz Trescher angepasst und das Rathaus etwa doppelt so groß wie ursprünglich geplant gebaut. Somit nimmt es den gesamten Inneren Ring, den Häuserblock in der Mitte des Marktplatzes ein, in dem sich zuvor elf Wohnhäuser und mehrere Geschäfte befanden. Die Bauarbeiten dauerten von 1827 bis 1835.
Während der Niederschlagung der Revolution von 1848/49 wurde das Rathaus am 2. November 1848 von österreichischen Truppen beschossen und dabei schwer beschädigt; der Brand konnte erst nach sechs Tagen gelöscht werden. Zwischen 1849 und 1851 wurde das Gebäude unter der Leitung von Johann Salzmann wiederaufgebaut. Dabei wurde unter anderem die Kuppel auf dem Turm durch ein Flachdach mit Aussichtsterrasse ersetzt.